# Бояринцев, Анатолий Владимирович
Анатолий Владимирович Бояринцев (род. 26 июля 1955, Атасу, Казахская ССР, СССР) — российский военачальник, генерал-лейтенант.

## Образование
- В 1975 году — окончил Красноярское высшее командное училище радиоэлектроники ПВО.
- В 1987 году — окончил Военную академию ПВО им. Маршала Советского Союза Г. К. Жукова.

## Карьера
- Начальник РЛС (с 1978 по 1980 год)
- Командир радиолокационной роты (с 1980 по 1982 год)
- Начальник командно-технического узла радиотехнического батальона (с 1982 по 1984 год)
- Командир радиотехнического батальона (с 1987 по 1989 год)
- Начальник штаба радиотехнической бригады (с 1989 по 1993 год)
- Командир радиотехнической бригады (с 1993 по 2000 год)
- Заместитель командира дивизии (с 2000 по 2001 год)
- Заместитель командира корпуса ПВО (с 2001 по 2003 год)
- Начальника штаба корпуса ПВО Командования специального назначения (с 2003 по 2006 год)
- Начальник Радиотехнических войск ВВС (с апреля 2006 г. — 2010 год)[1]

## Награды
- орден «За военные заслуги»,
- медаль «За боевые заслуги»